# Heerle (Minderhout)
Heerle is een gehucht van de tot de Antwerpse gemeente Hoogstraten behorende plaats Minderhout.
Heerle ligt in een ontginningsgebied met bossen en landbouw. Het was het centrum van de ontginningen door Edouard Jaequemyns in de 19e eeuw, met boerderijen, het landhuis Heerle's Hof (van 1863 en 1870) en een steenfabriek die in 1853 werd opgericht en in 1956 opnieuw in werking kwam. Jacquemyns bouwde ook arbeidershuisjes waar van er nog enkele bewaard bleven. Ook het Proefcentrum Hoogstraten, een onderzoeksinstelling voor de tuinbouw, ging in 1956 van start.